# Apsaravis
Apsaravis (лат.) — вымерший род авиал, окаменелые остатки которого были найдены в отложениях позднего мелового периода (кампан) формации Djadochta (Пустыня Гоби, Монголия). Типовой и единственный известный вид — Apsaravis uhaana. Образцы были собраны в полевой сезон 1998 года палеонтологическими экспедициями Монгольской академии наук и Американского музея естественной истории. Род был описан М. Нореллом и Дж. Кларк в 2001 году.

## Эволюционное значение
Apsaravis играет важную роль в эволюционной палеонтологии птиц. Его обнаружение предоставляет доказательства, которые напрямую связаны по крайней мере с четырьмя вопросами:

### Ящерохвостые птицы
Sauriurae — предполагаемая клада примитивных птиц, в которую входят археоптерикс, конфуциусорнис и энанциорнисы. По мнению А. Федуччи и Л. Мартина, она филогенетически отделена от Ornithurae и, следовательно, от современных птиц.
Apsaravis обладает признаками как Sauriurae, так и Ornithurae. У животного есть несколько признаков, которые указывают на близость к Aves, включая наличие по меньшей мере десяти крестцовых позвонков, близко расположенные друг относительно друга лобковые и седалищные кости, присутствие «запирательного выступа» на седалищной кости, утрату ямки для крепления чашевидной мышцы на подвздошной кости, не соприкасающиеся дистальные концы лобковых костей, наличие киля и выраженной межмыщелковой ямки на дистальном конце бедренной кости, гетероцельные позвонки, изогнутую лопатку и некоторые особенности строения передней конечности, лодыжки и стопы. Apsaravis также сохраняет примитивные признаки, общие с энанциорнисовыми и более примитивными тероподами, в том числе узкую межмыщелковую борозду и бочкообразные мыщелки тибиотарзуса, дорсальную ямку коракоида (в неё открывается отверстие супракоракоидного нерва) и несколько особенностей плечевой кости. Такая промежуточная анатомия свидетельствует против обоснованности выделения клады «Sauriurae».

### Положениеэнанциорнисов
Обнаружение других базальных птицехвостых, таких как Apsaravis, может означать, что энанциорнисовые являются парафилетической группой. В своём кладистическом анализе Кларк и Норелл (2002) обнаружили, что Apsaravis обладал смесью примитивных и продвинутых признаков (описанных выше). Это означает, что «энанциорнисовые» могут быть не отдельной ветвью примитивных птиц, частью стволовой группы, приведшей к современным птицам.

### Экология
До открытия Apsaravis большинство остатков птицехвостых были найдены в морских, озёрных или прибрежных отложениях. Из-за этого некоторые авторы, включая Федуччу (1996) и Мартина (1983), пришли к выводу, что предки современных птиц обитали только близ воды и что все они были базальными представителями ржанкообразных. Это также привело к возникновению гипотезы, согласно которой большинство экологических ниш в меловом периоде были заняты энанциорнисами, а птицехвостые обитали лишь в прибрежных областях. Остатки Apsaravis, однако, были найдены в отложениях, сформировавшихся в аридных условиях; у животного не было явных анатомических адаптаций к воде, что является явным доказательством того, что не все ранние представители Ornithurae вели связанный с водной средой образ жизни.

### Особенности анатомии кисти
Apsaravis — самая примитивная птица, у которой есть разгибательный отросток (костный выступ на первой пястной кости, который развивается в месте прикрепления разгибательной мышцы пясти и пронаторных связок). Эта анатомическая особенность позволяет «автоматизировать» разгибание кисти во время разгибания передней конечности у птиц. Это ключевая функция для взмаха крыльями у современных птиц.

## Филогения
В кладистическом анализе 2002 года Кларк и Норелл обнаружили, что Apsaravis является базальным птицехвостым, более продвинутым, чем энанциорнисовые и Patagopteryx.